# The Walking Dead: Torn Apart
The Walking Dead: Torn Apart es una webserie de seis partes basada en la serie de televisión The Walking Dead, la cual fue lanzada el 3 de octubre de 2011 en el sitio oficial AMC.

## Trama
La webserie cuenta la historia de Hannah, también conocida como "Bicycle Girl", el caminante que Rick Grimes mató en el primer episodio. Rick corre el riesgo de encontrarse con un caminante al regresar y encontrar a Hannah antes de dirigirse hacia Atlanta. Después de decirle "lo siento por lo que te ha pasado" ("sorry that this happened to you"), Rick le dispara como un gesto humanitario.
Estos websodios fueron seguidos por una segunda parte de websodios titulada Cold Storage, la cual fue lanzada el 1 de octubre de 2012.

## Reparto
- Lilli Birdsell como Hannah (4 webisodios).
- Rick Otto como Andrew (6 webisodios).
- Griffin Cleveland como Billy (4 webisodios).
- Madison Leisle como Jamie (4 webisodios).
- Rex Linn como Palmer (2 webisodios).
- Danielle Burgio como Judy (3 webisodios).

## Equipo
- Director: Greg Nicotero
- Adaptación: John Esposito
- Historia: John Esposito y Greg Nicotero
- Productor: Tevin Adelman
- Productores ejecutivos: Jared Hoffman, Chris Pollack and Michael Petok
- Compositor: Kevin Blumenfeld
- Director de fotografía: Jonathan Hall
- Editor: Cheryl Campsmith
- Diseñador de producción: Tony Swansey
- Dirección de arte: Chris Scharffenberg
- Diseñadora de vestuario: Sarah Fleming

## Episodios
| # | Título              | Director      | Adaptación    | Historia                      | Lanzamiento          | Duración |
| - | ------------------- | ------------- | ------------- | ----------------------------- | -------------------- | -------- |
| 1 | «A New Day»         | John Esposito | Greg Nicotero | John Esposito & Greg Nicotero | 3 de octubre de 2011 | 2:37     |
| 2 | «Family Matters»    | John Esposito | Greg Nicotero | John Esposito & Greg Nicotero | 3 de octubre de 2011 | 2:20     |
| 3 | «Domestic Violence» | John Esposito | Greg Nicotero | John Esposito & Greg Nicotero | 3 de octubre de 2011 | 3:10     |
| 4 | «Neighborly Advice» | John Esposito | Greg Nicotero | John Esposito & Greg Nicotero | 3 de octubre de 2011 | 4:00     |
| 5 | «Step-Mother»       | John Esposito | Greg Nicotero | John Esposito & Greg Nicotero | 3 de octubre de 2011 | 2:22     |
| 6 | «Everything Dies»   | John Esposito | Greg Nicotero | John Esposito & Greg Nicotero | 3 de octubre de 2011 | 5:06     |